# María Parado de Bellido

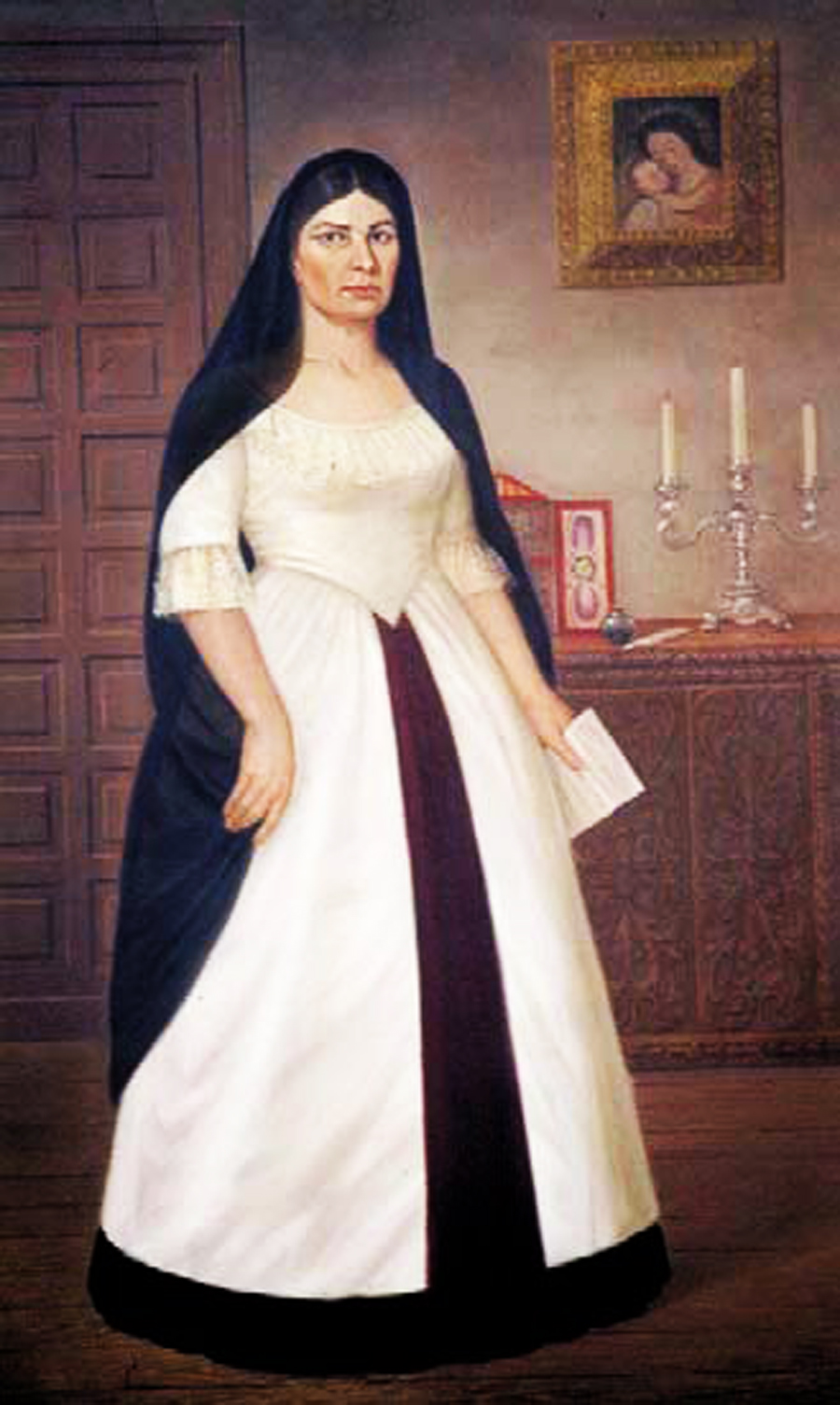

María Parado de Bellido (5 tháng 7 năm 1777 - 11 tháng 5 năm 1822) là một nhà cách mạng bản địa Peru trong cuộc đấu tranh giành độc lập từ Tây Ban Nha.

## Đời sống
Bà sinh ra ở Ayacucho, còn được gọi là Huamanga. Bà kết hôn với Mariano Bellido khi bà 15 tuổi. Chồng bà và một trong những người con trai của bà tham gia đấu tranh giành độc lập, và bà đã truyền thông tin về các phong trào đoàn quân Tây Ban Nha, ra lệnh và ký các lá thư của bà khi bà không biết chữ. Sau khi một trong những lá thư của bà bị Tây Ban Nha chặn lại, bà đã bị bắt và bị thẩm vấn, nhưng nói rằng bà thà chết còn hơn là phản bội đất nước của mình: Bà bị người Tây Ban Nha bắn vào ngày 11 tháng 5 năm 1822.
Bà được coi là một nữ anh hùng Peru, và truyền thống truyền miệng đã tạo ra một số huyền thoại về bà. Người ta nói rằng Tướng Carratala, trong nỗ lực thuyết phục bà nói chuyện, đã ra lệnh cho binh lính đốt cháy nhà của bà nơi con gái bà sống, nhưng họ đã được cứu vì người dân địa phương cảnh báo họ trốn thoát; bà dừng lại bên ngoài nhà thờ Santo Domingo, trên đường đến nơi bị xử tử, quỳ xuống và cầu nguyện với Đức Trinh Nữ Maria; và sau khi hành quyết, một linh mục đã tuyên bố thi thể của bà đã chết và chôn cất nó trong vùng đất tận hiến tại nhà thờ La Merced. Người ta đã nói rằng "Bellido đã trở thành một nhân vật có câu chuyện gần như là một thần thoại đan xen sâu sắc với ý nghĩa tự nhiên của người Peru".

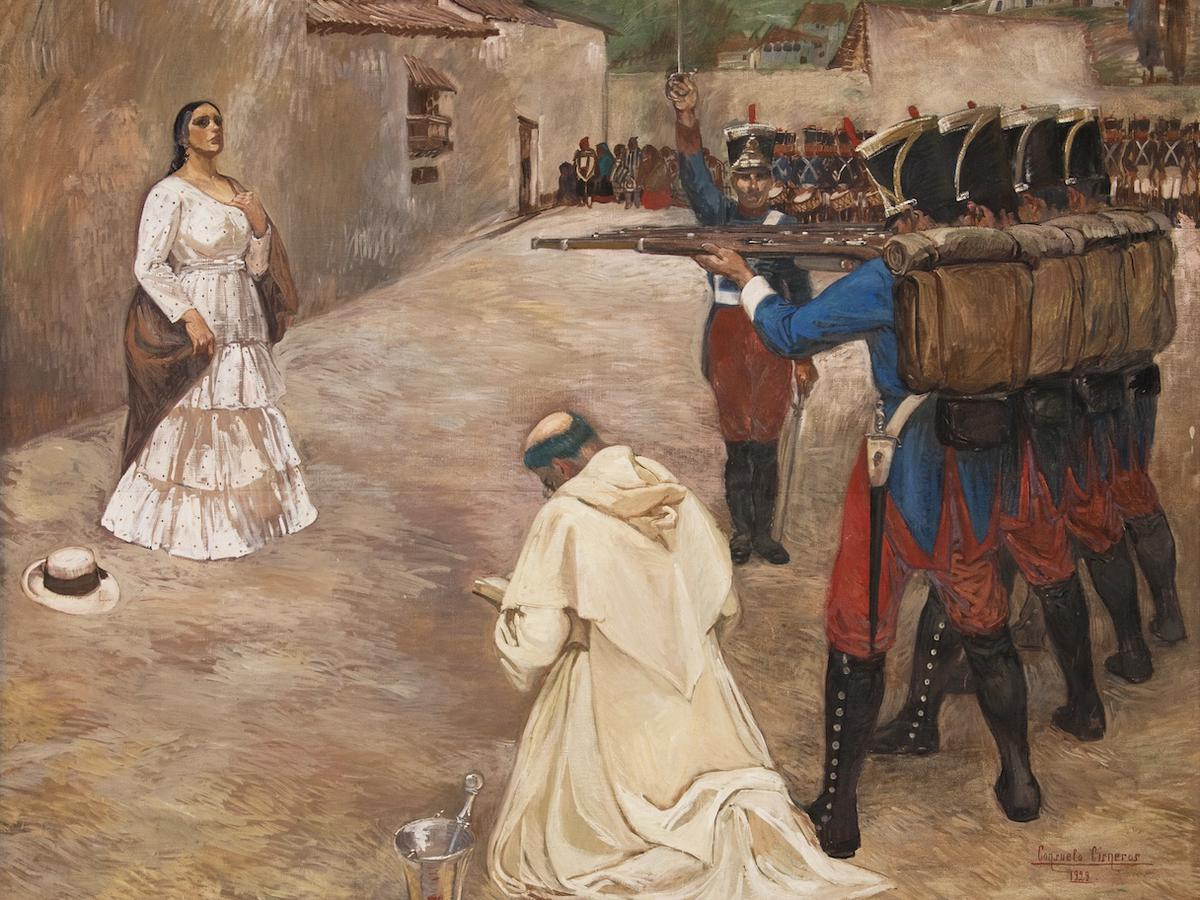
Fusilamiento de Maria Parado de Bellido ("Vụ nổ súng...) của Consuelo Cisneros, 1929

Bà được tưởng niệm dưới tên của quận María Parado de Bellido ở tỉnh Callao của Peru. Bức tranh Fusilamiento de María Parado de Bellido (Vụ bắn súng...) của Consuelo Cisnero (1929) được tổ chức tại Bảo tàng Khảo cổ Quốc gia. Năm 1975, một con tem bưu chính của Peru mang chân dung của bà như một phần của bộ tem cho "Năm của phụ nữ Peru".

## TNham khảo
1. 1 2 3  André, Nelly (2015). “"Les femmes, ces libératrices" ou la participation des femmes dans les luttes pour l'indépendence de l'Amérique latine”.  Trong Serme, Jean-Marc (biên tập). 1812 in the Americas (bằng tiếng Pháp). Cambridge Scholars Publishing. tr. 76–77. ISBN 9781443882934. Truy cập ngày 5 tháng 9 năm 2018.
2. 1 2  Watson, Ian (2002). Negotiating Cultures: Eugenio Barba and the Intercultural Debate. Manchester University Press. tr. 207. ISBN 978-0719061707. Truy cập ngày 5 tháng 9 năm 2018.
3. ↑  “María Parado de Bellido” (bằng tiếng Tây Ban Nha). Adonde.com. Truy cập ngày 5 tháng 9 năm 2018.
4. ↑  “Heroínas en la guerra de la Independencia”. La Republica (bằng tiếng Tây Ban Nha). ngày 24 tháng 9 năm 2017. Truy cập ngày 5 tháng 9 năm 2018.
5. ↑  “Peru (page 21/55)”. Stamp World. Truy cập ngày 5 tháng 9 năm 2018.